# Xylocampa mustapha
Espèce
Xylocampa mustapha est une espèce de lépidoptères (papillons) de la famille des Noctuidae. Cette noctuelle se rencontre en Europe et en Afrique du Nord.

## Sous-espèces
D'après FUNET Tree of Life (26 août 2019) :
- Xylocampa mustapha mustapha
- Xylocampa mustapha srira Rungs, 1957
- Xylocampa mustapha italica Parenzan, 1982